# Лудвиг I фон Киркел
Лудвиг I фон Киркел (на немски: Ludwig I. von Kirkel; * пр. 1278; † сл. 1311) е благородник от род Зирсберг в Херцогство Лотарингия, господар на Киркел в Саарланд и господар на Монклер при Метлах в Саарланд.
Той е най-големият син на Йохан/Йоханес I фон Киркел († сл. 1271) и съпругата му Елизабет фон Лихтенберг († сл. 1271), дъщеря на Лудвиг I фон Лихтенберг († 1252) и Елизабет († 1271). Внук е на Алберт фон Зирсберг († 13 век) и Мехтхилд фон Сарверден и Киркел, дъщеря на граф Хайнрих I фон Сарверден-Киркел († 1242) и Ирментруд фон Боланден († сл. 1256). Майка му е сестра на Конрад III († 1299), от 1273 г. епископ на Страсбург, и Фридрих I († 1306), от 1299 г. епископ на Страсбург.
Брат е на Йоханес II фон Киркел († сл. 1304), женен за София фон Геролдсек († сл. 1304), и на Якоб фон Киркел-Зирсберг († сл. 1320), неженен.
Баща му Йохан/Йоханес получава 1242 г. половината от замък Киркел и през 1250 г. се нарича „фон Киркел“. Другата половина от Киркел е собственост на графовете фон Сарверден. Йохан и наследниците му, господарите на Киркел, притежават замъка до измирането на линията през 1386 г. Феодът Киркел отива обратно на империята.

## Фамилия
Лудвиг I фон Киркел се жени за неизвестна. Лудвиг I фон Киркел се жени втори път сл. 1300 г. за Ирменгард фон Майзембург († 14 октомври 1324), вдовица на Симон де Монтклер († 1297/1300), дъщеря на Валтер IV фон Майзенбург († 1288) и Изабела де Ньофшато. Те имат два сина и дъщеря:
- Йоханес/Йохан III фон Киркел († 1238), женен за Агнес фон Геролдсек († сл. 1338), дъщеря на граф Валтер IV фон Геролдсек († 1355) и Елизабет фон Лихтенберг († сл. 1314). Те имат два сина и дъщеря
- Конрад фон Киркел († 1 август 1360 в абатство Пайрис)
- Елза фон Киркел († сл. 1338)